# Ioan Cuculescu
Ioan Cuculescu (n. 24 septembrie 1936, Cernăuți, România – d. 1 septembrie 2023, București, România) a fost un matematician român, membru titular (din 2023) al Academiei Române, exponent al școlii de probabilități al cărei creator este Octav Onicescu.
De asemenea, a adus contribuții în domeniile analizei funcționale, topologiei și algebrei.
S-a născut într-o familie de intelectuali cu tradiții și activități științifice.
Absolvind cursurile primare și secundare la Iași, Zlatna și București și luându-și bacalaureatul în 1953, în 1958 ia examenul de Stat la Universitatea din București fiind apoi numit șef de cabinet la Calculul Probabilităților.
În 1960 era numit asistent, iar în 1962 lector, apoi cercetător la Institutul de Matematică al Academiei.
În 1966 obține doctoratul în matematică. În același an participă la Congresul Internațional de Matematică ținut la Moscova.
Între 1971-1980 era conferențiar la Catedra de probabilități și statistică a Facultății de Matematică a Universității din București, iar din 1980 profesor la aceeași catedră.
În 2001 a devenit membru corespondent al Academiei Române, iar din 2023 membru titular.

## Scrieri
- 1962: Algebre Lie
- 1963: Funcții sumă
- Analiza numerică
- Contribuții la teoria proceselor Markov, teza sa de doctorat
- 1968: Procese Markov și funcții excesive
- 1952: Spații vectoriale.
- Teoria probabilităților, București: Ed.ALL, 1998, 512p.[6]

## Distincții acordate
- Ordinul Național "Serviciul Credincios" în grad de Cavaler, 1 decembrie 2017[7]